# Gösta Elfverson
Gösta Elfverson, född 4 mars 1895 i Kalmar, död 13 december 1940 i Thorte i Surrey, var en svensk affärsman och skulptör.
Han var son till grosshandlaren Karl Elfverson och Berta Jeansson samt gift med Violet Corlis. Efter avslutad studentutbildning i Kalmar 1916 utbildade han sig till affärsman och var under flera år framgångsrik med representationen av svenskt glas i England. Samtidigt var han verksam som skulptör och debuterade på en utställning vid Royal Academy på Burlington House 1935 han kom senare att medverka i fler utställningar med Royal Academy.